# خیما آباخو
خیما آباخو (به لاتین: Jima Abajo) یک منطقهٔ مسکونی در جمهوری دومینیکن است که در استان لا وگا واقع شده‌است. خیما آباخو ۱۳۲٫۷۲ کیلومتر مربع مساحت و ۲۹٬۶۸۵ نفر جمعیت دارد و ۱۰۰ متر بالاتر از سطح دریا واقع شده‌است.